# 다카라즈카 가극단 92기생
다카라즈카 가극단 92기생은 2004년 4월에 다카라즈카 음악학교에 입학, 2006년 3월에 다카라즈카 가극단에 입단한 48명을 가리킨다.

## 개요
2004년 음악학교 수험자 수 1066명, 합격자 50명, 경쟁률 21.32 : 1, 합격자 50명. 중퇴자 2명. 총 48명이 입단하였다.
초무대 연목은 와오 요우카ㆍ하나후사 마리 톱 콤비 퇴단공연 소라구미 「NEVER SAY GOODBYE -그 사랑의 궤적-」이다.
같은 해 5월 10일자로 조배속이 되었다.
| 신인공연        | 바우홀        | 동상공연      | 에트와르        | 조장(부조장)    |
| --------------- | ------------- | ------------- | --------------- | --------------- |
| 호즈키 안       | 호즈키 안     | 호즈키 안     | 텐마 미치루     | 마츠카제 아키라 |
| 아키즈키 사야   | 아야나기 쇼   | 마카제 스즈호 | 마리카 유메     |                 |
| 아야나기 쇼     | 마카제 스즈호 | 란노 하나     | 마아이 스즈카   |                 |
| 마카제 스즈호   | 란노 하나     | 스미레노 레이 | 아마사키 치하나 |                 |
| 란노 하나       | 츠키노 히메카 |               | 토미 사라사     |                 |
| 아마사키 치하나 | 스미레노 레이 |               | 모모치 이토     |                 |
| 토미 사라사     |               |               |                 |                 |
| 스미레노 레이   |               |               |                 |                 |

## 주요 학생

### OG
- 마카제 스즈호 : 전 소라구미 톱스타
- 란노 하나 : 전 하나구미 톱여역
- 아키즈키 사야 : 전 츠키구미 남역
- 아야나기 쇼 : 전 유키구미 니반테 남역
- 아마사키 치하나 : 전 하나구미 여역
- 토미 사라사 : 전 유키구미 여역
- 스미레노 레이 : 전 소라구미 여역

### 현역
- 호즈키 안 : 츠키구미 남역

## 일람
| 예명            | 생일      | 출신지                  | 출신 학교                     | 신장 (cm) | 애칭                            | 역할 | 퇴단년도 | 비고                                        |
| --------------- | --------- | ----------------------- | ----------------------------- | --------- | ------------------------------- | ---- | -------- | ------------------------------------------- |
| 百千糸          | 11월 29일 | 사이타마현 소카시       | 우에노가쿠엔                  | 158       | J코, 이토, 모모치, 모치         | 여역 | 2012년   |                                             |
| 모모치 이토     | 11월 29일 | 사이타마현 소카시       | 우에노가쿠엔                  | 158       | J코, 이토, 모모치, 모치         | 여역 | 2012년   |                                             |
| 真瀬はるか      | 1월 11일  | 카나가와현 요코하마시   | 키요이즈미죠가쿠인고교        | 168       | 이맛치, 마나세                  | 남역 | 2012년   |                                             |
| 마나세 하루카   | 1월 11일  | 카나가와현 요코하마시   | 키요이즈미죠가쿠인고교        | 168       | 이맛치, 마나세                  | 남역 | 2012년   |                                             |
| 美春あやか      | 5월 21일  | 도쿄도 아라카와시       | 오오츠마고교                  | 163       | 마리마리, 콧층, 아야카          | 여역 | 2009년   |                                             |
| 미하루 아야카   | 5월 21일  | 도쿄도 아라카와시       | 오오츠마고교                  | 163       | 마리마리, 콧층, 아야카          | 여역 | 2009년   |                                             |
| 蘭乃はな        | 5월 20일  | 도쿄도 스기나미구       | 세이죠가쿠엔고교              | 163       | 란                              | 여역 | 2014년   | 스미레노 레이와 쌍둥이                      |
| 란노 하나       | 5월 20일  | 도쿄도 스기나미구       | 세이죠가쿠엔고교              | 163       | 란                              | 여역 | 2014년   | 스미레노 레이와 쌍둥이                      |
| 鞠花ゆめ        | 6월 16일  | 사이타마현 쿠마가야시   | 현립쿠마가야여자고교          | 159       | 유메                            | 여역 | 2022년   |                                             |
| 마리카 유메     | 6월 16일  | 사이타마현 쿠마가야시   | 현립쿠마가야여자고교          | 159       | 유메                            | 여역 | 2022년   |                                             |
| 透水さらさ      | 6월 23일  | 교토부 교토시           | 사립교토오오타니고교          | 164       | 유키에, 사라사                  | 여역 | 2015년   |                                             |
| 토미 사라사     | 6월 23일  | 교토부 교토시           | 사립교토오오타니고교          | 164       | 유키에, 사라사                  | 여역 | 2015년   |                                             |
| 松風輝          | 12월 25일 | 효고현 다카라즈카시     | 현립다카라즈카기타고교        | 167       | 맛푸-                           | 남역 |          |                                             |
| 마츠카제 아키라 | 12월 25일 | 효고현 다카라즈카시     | 현립다카라즈카기타고교        | 167       | 맛푸-                           | 남역 |          |                                             |
| 煌月爽矢        | 1월 25일  | 도쿄도 세타가야구       | 타마가와세이가쿠인            | 169       | 유우키                          | 남역 | 2016년   |                                             |
| 아키즈키 사야   | 1월 25일  | 도쿄도 세타가야구       | 타마가와세이가쿠인            | 169       | 유우키                          | 남역 | 2016년   |                                             |
| 千海華蘭        | 7월 25일  | 오사카부 오사카시       | 시립텐마중학                  | 167       | 유카, 치나미, 카란              | 남역 | 2023년   |                                             |
| 치나미 카란     | 7월 25일  | 오사카부 오사카시       | 시립텐마중학                  | 167       | 유카, 치나미, 카란              | 남역 | 2023년   |                                             |
| 天輝トニカ      | 9월 19일  | 오사카부 오사카시       | 오사카테즈카야마가쿠인고교    | 168       | 마오리, Tonica                  | 남역 | 2011년   | 동생 키라미 루이세 (94) 동생 미란 렌나 (95) |
| 아마키 토니카   | 9월 19일  | 오사카부 오사카시       | 오사카테즈카야마가쿠인고교    | 168       | 마오리, Tonica                  | 남역 | 2011년   | 동생 키라미 루이세 (94) 동생 미란 렌나 (95) |
| すみれ乃麗      | 5월 20일  | 도쿄도 스기나미구       | 세이죠가쿠엔고교              | 161       | 레이                            | 여역 | 2014년   | 란노 하나와 쌍둥이                          |
| 스미레노 레이   | 5월 20일  | 도쿄도 스기나미구       | 세이죠가쿠엔고교              | 161       | 레이                            | 여역 | 2014년   | 란노 하나와 쌍둥이                          |
| 天真みちる      | 11월 18일 | 카나가와현 아츠기시     | 현립아츠기히가시고교          | 169       | 우메타소, 타소                  | 남역 | 2018년   |                                             |
| 텐마 미치루     | 11월 18일 | 카나가와현 아츠기시     | 현립아츠기히가시고교          | 169       | 우메타소, 타소                  | 남역 | 2018년   |                                             |
| 妃白ゆあ        | 4월 16일  | 시가현                  | 노토가와중학                  | 160       | 유아                            | 여역 | 2016년   |                                             |
| 히시로 유아     | 4월 16일  | 시가현                  | 노토가와중학                  | 160       | 유아                            | 여역 | 2016년   |                                             |
| 初花美咲        | 9월 28일  | 사이타마현 사이타마시   | 국립음악대학부속고교          | 161       | 카나코, 미사키                  | 여역 | 2011년   |                                             |
| 하츠하나 미사키 | 9월 28일  | 사이타마현 사이타마시   | 국립음악대학부속고교          | 161       | 카나코, 미사키                  | 여역 | 2011년   |                                             |
| 真風涼帆        | 7월 18일  | 쿠마모토현 키쿠치군     | 현립오오츠고교                | 176       | 유리카, 스즈호                  | 남역 | 2023년   |                                             |
| 마카제 스즈호   | 7월 18일  | 쿠마모토현 키쿠치군     | 현립오오츠고교                | 176       | 유리카, 스즈호                  | 남역 | 2023년   |                                             |
| 凛城きら        | 1월 8일   | 도쿄도 하치오우지시     | 묘죠가쿠인중학                | 170       | 레-카, 린키라, 키라             | 남역 |          |                                             |
| 린죠 키라       | 1월 8일   | 도쿄도 하치오우지시     | 묘죠가쿠인중학                | 170       | 레-카, 린키라, 키라             | 남역 |          |                                             |
| 彩凪翔          | 6월 2일   | 오사카부 오사카시       | 시립야사카중학                | 170       | 쇼, 아야카                      | 남역 | 2021년   |                                             |
| 아야나기 쇼     | 6월 2일   | 오사카부 오사카시       | 시립야사카중학                | 170       | 쇼, 아야카                      | 남역 | 2021년   |                                             |
| 瀬稀ゆりと      | 1월 25일  | 도쿄도 메구로구         | 덴엔쵸후후타바중학            | 170       | 윳탄, 유리토, 셋키-             | 남역 | 2019년   |                                             |
| 세키 유리토     | 1월 25일  | 도쿄도 메구로구         | 덴엔쵸후후타바중학            | 170       | 윳탄, 유리토, 셋키-             | 남역 | 2019년   |                                             |
| 笙乃茅桜        | 10월 22일 | 미에현 이세시           | 이세여자고교                  | 159       | 히-코                           | 여역 | 2021년   |                                             |
| 쇼노 치오       | 10월 22일 | 미에현 이세시           | 이세여자고교                  | 159       | 히-코                           | 여역 | 2021년   |                                             |
| 舞乃ゆか        | 11월 23일 | 효고현 다카라즈카시     | 무코가와여자대학 부속고교     | 160       | 톳치-, 유카                     | 여역 | 2011년   |                                             |
| 마이노 유카     | 11월 23일 | 효고현 다카라즈카시     | 무코가와여자대학 부속고교     | 160       | 톳치-, 유카                     | 여역 | 2011년   |                                             |
| 貴澄隼人        | 3월 29일  | 효고현 고베시           | 고베쇼인고교                  | 171       | 하야토, 스미스미                | 남역 | 2018년   |                                             |
| 타카스미 하야토 | 3월 29일  | 효고현 고베시           | 고베쇼인고교                  | 171       | 하야토, 스미스미                | 남역 | 2018년   |                                             |
| 天咲千華        | 6월 5일   | 도쿄도 스미다구         | 여자성학원고교                | 167       | 조노치, 하나, 아마챠키          | 남역 | 2011년   | 후에 여역 전환                              |
| 아마사키 치하야 | 6월 5일   | 도쿄도 스미다구         | 여자성학원고교                | 167       | 조노치, 하나, 아마챠키          | 남역 | 2011년   | 후에 여역 전환                              |
| 日高大地        | 11월 18일 | 사이타마현 카와구치시   | 도쿄가정대학 부속여자고교     | 173       | 요카모, 요우쿤, 요우코, 아츠시  | 남역 | 2013년   |                                             |
| 히다카 다이치   | 11월 18일 | 사이타마현 카와구치시   | 도쿄가정대학 부속여자고교     | 173       | 요카모, 요우쿤, 요우코, 아츠시  | 남역 | 2013년   |                                             |
| 月映樹茉        | 11월 23일 | 도쿄도 세타가야구       | 아오야마가쿠인 고등부         | 170       | 에나, 쥬마                      | 남역 | 2012년   |                                             |
| 츠키에 쥬마     | 11월 23일 | 도쿄도 세타가야구       | 아오야마가쿠인 고등부         | 170       | 에나, 쥬마                      | 남역 | 2012년   |                                             |
| 夢莉みこ        | 5월 29일  | 오사카부 타카이시시     | 고베쇼인고교                  | 162       | 토모카, 미코                    | 여역 | 2013년   |                                             |
| 유메리 미코     | 5월 29일  | 오사카부 타카이시시     | 고베쇼인고교                  | 162       | 토모카, 미코                    | 여역 | 2013년   |                                             |
| 鳳月杏          | 6월 20일  | 치바현 후나바시시       | 코우노다이죠시가쿠인 중등부   | 172       | 치나츠                          | 남역 |          |                                             |
| 호즈키 안       | 6월 20일  | 치바현 후나바시시       | 코우노다이죠시가쿠인 중등부   | 172       | 치나츠                          | 남역 |          |                                             |
| 桃花ひな        | 8월 23일  | 오사카부 이케다시       | 바이카가쿠엔고교              | 160       | 모모카, 모모                    | 여역 | 2017년   |                                             |
| 모모하나 히나   | 8월 23일  | 오사카부 이케다시       | 바이카가쿠엔고교              | 160       | 모모카, 모모                    | 여역 | 2017년   |                                             |
| 真那春人        | 2월 3일   | 시바현 이로이시         | 현립하쿠료고교                | 169       | 밋쿤, 마나하루, 하루            | 남역 |          |                                             |
| 마나 하루토     | 2월 3일   | 시바현 이로이시         | 현립하쿠료고교                | 169       | 밋쿤, 마나하루, 하루            | 남역 |          |                                             |
| 大澄れい        | 8월 2일   | 시가현 모리야마시       | 교토여자고교                  | 168       | 잣키                            | 남역 | 2014년   |                                             |
| 오오스미 레이   | 8월 2일   | 시가현 모리야마시       | 교토여자고교                  | 168       | 잣키                            | 남역 | 2014년   |                                             |
| 銀華水          | 2월 19일  | 오사카부 타카츠키시     | 칸사이오오쿠라고교            | 168       | 긴, 스이                        | 남역 | 2012년   |                                             |
| 긴카 스이       | 2월 19일  | 오사카부 타카츠키시     | 칸사이오오쿠라고교            | 168       | 긴, 스이                        | 남역 | 2012년   |                                             |
| 花城舞          | 11월 28일 | 나라현 카시바시         | 유리가쿠인고교                | 158       | 칫치, 메구미                    | 여역 | 2010년   |                                             |
| 하나시로 마이   | 11월 28일 | 나라현 카시바시         | 유리가쿠인고교                | 158       | 칫치, 메구미                    | 여역 | 2010년   |                                             |
| 花織千桜        | 3월 12일  | 오사카부 스이타시       | 바이카가쿠인                  | 161       | 우타코                          | 여역 | 2010년   |                                             |
| 하나오리 치사   | 3월 12일  | 오사카부 스이타시       | 바이카가쿠인                  | 161       | 우타코                          | 여역 | 2010년   |                                             |
| 紫月音寧        | 9월 30일  | 코치현 스사키시         | 토사여자고교                  | 162       | 오토네                          | 여역 | 2021년   |                                             |
| 시즈키 오토네   | 9월 30일  | 코치현 스사키시         | 토사여자고교                  | 162       | 오토네                          | 여역 | 2021년   |                                             |
| 本城くれは      | 9월 12일  | 효고현 히메지시         | 효고현 하리마고교             | 175       | 토-마스, 쿠레하, 네상           | 남역 | 2010년   |                                             |
| 혼죠 쿠레하     | 9월 12일  | 효고현 히메지시         | 효고현 하리마고교             | 175       | 토-마스, 쿠레하, 네상           | 남역 | 2010년   |                                             |
| 風凛水花        | 10월 17일 | 도쿄도 오오타구         | 시나가와죠시가쿠인 고등부     | 165       | 히데코, 오히데                  | 여역 | 2015년   |                                             |
| 후리 미즈카     | 10월 17일 | 도쿄도 오오타구         | 시나가와죠시가쿠인 고등부     | 165       | 히데코, 오히데                  | 여역 | 2015년   |                                             |
| 真愛涼歌        | 7월 28일  | 오사카부 히가시오사카시 | 시죠나와테가쿠엔고교          | 161       | 모카, 마아이, 모아이, 아이스    | 여역 | 2016년   |                                             |
| 마아이 스즈카   | 7월 28일  | 오사카부 히가시오사카시 | 시죠나와테가쿠엔고교          | 161       | 모카, 마아이, 모아이, 아이스    | 여역 | 2016년   |                                             |
| 月野姫花        | 6월 9일   | 이바라키현              | 이타코시립히노데중학          | 162       | 히메카                          | 여역 | 2012년   |                                             |
| 츠키노 히메카   | 6월 9일   | 이바라키현              | 이타코시립히노데중학          | 162       | 히메카                          | 여역 | 2012년   |                                             |
| 若夏あやめ      | 1월 11일  | 도쿄도 다이토쿠구       | 코우노다이죠시가쿠인          | 158       | 와카메                          | 여역 | 2014년   |                                             |
| 와카나츠 아야메 | 1월 11일  | 도쿄도 다이토쿠구       | 코우노다이죠시가쿠인          | 158       | 와카메                          | 여역 | 2014년   |                                             |
| 輝咲玲央        | 9월 28일  | 후쿠이현 후쿠이시       | 진아이여자고교                | 173       | 레오, 에미리, 맛키-, 오레오     | 남역 |          |                                             |
| 키자키 레오     | 9월 28일  | 후쿠이현 후쿠이시       | 진아이여자고교                | 173       | 레오, 에미리, 맛키-, 오레오     | 남역 |          |                                             |
| 紗羽優那        | 4월 28일  | 야마구치현 이와쿠니시   | 야마구치현립 이와쿠니종합학교 | 162       | 우에무, 린, 우나, 유카리        | 여역 | 2009년   |                                             |
| 사하네 유나     | 4월 28일  | 야마구치현 이와쿠니시   | 야마구치현립 이와쿠니종합학교 | 162       | 우에무, 린, 우나, 유카리        | 여역 | 2009년   |                                             |
| 貴月美礼        | 5월 4일   | 토야마현 토야마시       | 분쿄구립묘다이중학            | 158       | 카호, 오토미                    | 여역 | 2008년   |                                             |
| 키즈키 미레이   | 5월 4일   | 토야마현 토야마시       | 분쿄구립묘다이중학            | 158       | 카호, 오토미                    | 여역 | 2008년   |                                             |
| 安里舞生        | 6월 17일  | 오사카부 하비키노시     | 오사카부립 히가시스미요고교   | 168       | 마우                            | 남역 | 2010년   |                                             |
| 안리 마우       | 6월 17일  | 오사카부 하비키노시     | 오사카부립 히가시스미요고교   | 168       | 마우                            | 남역 | 2010년   |                                             |
| 千紗れいな      | 6월 4일   | 교토부 교토시           | 도시샤고교                    | 161       | 이쿠마리, 레-나-, 마리보-, 치사 | 여역 | 2010년   |                                             |
| 치사 레이나     | 6월 4일   | 교토부 교토시           | 도시샤고교                    | 161       | 이쿠마리, 레-나-, 마리보-, 치사 | 여역 | 2010년   |                                             |
| 愛那結梨        | 10월 19일 | 쿠마모토현 쿠마모토시   | 신와고교                      | 159       | 유우링, 에리네, 아이링          | 여역 | 2010년   |                                             |
| 아이나 유우리   | 10월 19일 | 쿠마모토현 쿠마모토시   | 신와고교                      | 159       | 유우링, 에리네, 아이링          | 여역 | 2010년   |                                             |
| 神房佳希        | 1월 4일   | 오사카부 오사카시       | 부립이바라키히가시고교        | 168       | 못쨩, 폿츈                      | 남역 | 2015년   |                                             |
| 카즈사 요시키   | 1월 4일   | 오사카부 오사카시       | 부립이바라키히가시고교        | 168       | 못쨩, 폿츈                      | 남역 | 2015년   |                                             |
| 花輝真帆        | 7월 3일   | 사이타마현 아게오시     | 시립하라이치중학              | 161       | 마호, 나오밍, 나오              | 여역 | 2011년   |                                             |
| 하나키 마호     | 7월 3일   | 사이타마현 아게오시     | 시립하라이치중학              | 161       | 마호, 나오밍, 나오              | 여역 | 2011년   |                                             |
| 剣崎裕歌        | 9월 7일   | 사이타마현 마츠야마시   | 현립예술종합학교              | 173       | 우리, 노로                      | 남역 | 2008년   |                                             |
| 켄자키 유우카   | 9월 7일   | 사이타마현 마츠야마시   | 현립예술종합학교              | 173       | 우리, 노로                      | 남역 | 2008년   |                                             |
| 白百合ひめ      | 3월 18일  | 오사카부 오사카시       | 오사카신아이죠가쿠인고교      | 162       | 아즈아즈, 히메, 아즈푱          | 여역 | 2010년   |                                             |
| 시라유리 히메   | 3월 18일  | 오사카부 오사카시       | 오사카신아이죠가쿠인고교      | 162       | 아즈아즈, 히메, 아즈푱          | 여역 | 2010년   |                                             |